# Scuola dei Dodici Apostoli
La scuola dei santi Dodici Apostoli (école des Douze Apôtres) est une école de dévotion située au campiello drio la Chiesa de l'église Santi Apostoli dans le sestiere de Cannaregio à Venise. On y trouve une schola vecia (ancienne) et schola nova (nouvelle).

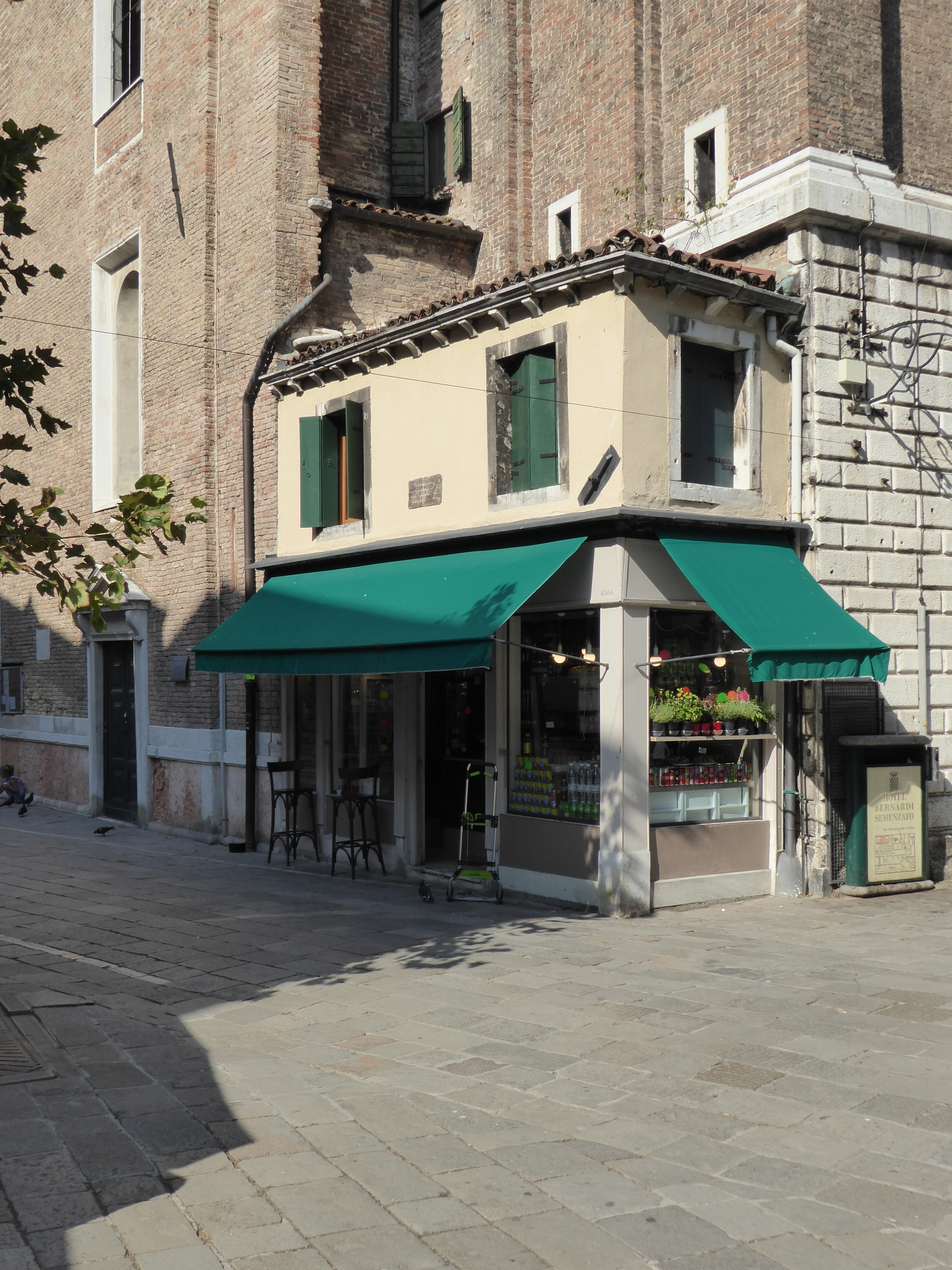
Scuola vecchia des SS. Apostoli